# Puccinia semota
Puccinia semota ist eine Ständerpilzart aus der Ordnung der Rostpilze (Pucciniales). Der Pilz ist ein Endoparasit des Korbblütlers Hymenostephium cordatum. Symptome des Befalls durch die Art sind Rostflecken und Pusteln auf den Blattoberflächen der Wirtspflanzen. Sie ist ein Endemit Guatemalas.

## Merkmale

### Makroskopische Merkmale
Puccinia semota ist mit bloßem Auge nur anhand der auf der Oberfläche des Wirtes hervortretenden Sporenlager zu erkennen. Sie wachsen in Nestern, die als gelbliche bis braune Flecken und Pusteln auf den Blattoberflächen erscheinen.

### Mikroskopische Merkmale
Das Myzel von Puccinia semota wächst wie bei allen Puccinia-Arten interzellulär und bildet Saugfäden, die in das Speichergewebe des Wirtes wachsen. Ihre Spermogonien und Aecien sind unbekannt. Die überwiegend unterseitig auf den Wirtsblättern wachsenden Telien der Art sind kastanienbraun, kompakt und unbedeckt, sie stehen in dichten Gruppen. Die goldenen bis hell zimtbraunen Teliosporen sind zweizellig, in der Regel lang keulenförmig bis zylindrisch und 40–58 × 13–17 µm groß. Ihre Stiele sind farblos und bis zu 20 µm lang.

## Verbreitung
Das bekannte Verbreitungsgebiet von Puccinia semota reicht von Südamerika bis Guatemala, ein isoliertes Vorkommen liegt in New York.

## Ökologie
Die Wirtspflanze von Puccinia semota ist Hymenostephium cordatum. Der Pilz ernährt sich von den im Speichergewebe der Pflanzen vorhandenen Nährstoffen, seine Sporenlager brechen später durch die Blattoberfläche und setzen Sporen frei. Die Art durchläuft einen mikrozyklischen Entwicklungszyklus ohne Uredien, von dem bislang nur Telien sowie deren Wirt bekannt sind; Spermogonien und Aecien konnten ihr nicht zugewiesen werden.

## Systematik und Taxonomie
Puccinia semota wurde 1918 von Herbert Spencer Jackson & Edward Willet Dorland Holway wissenschaftlich beschrieben.
Die Art ist mit mehreren sehr ähnlichen Rosten nahe verwandt, die alle in Süd- und Nordamerika auf verschiedenen Korbblütlern vorkommen und sich nur in ihrem Wirt unterscheiden. Es wird daher vorgeschlagen, diese Arten alle konspezifisch mit Puccinia xanthii einzustufen. Puccinia xanthii ist daher eine Morphospezies, und die Puccinia semota wird als Varietät eingestuft.